# Don Harris (muzyk)
Don Francis Bowman Harris, ps. „Sugarcane” (ur. 18 czerwca 1938 w Pasadenie, zm. 30 listopada 1999 w Los Angeles) – amerykański muzyk rockowy, jazz-rockowy i bluesowy, wirtuoz skrzypiec, gitarzysta i wokalista. Pionier elektronizacji skrzypiec.

## Życiorys
Jego rodzice byli artystami występującymi na festynach i innych tego rodzaju imprezach. Mając pięć lat, zaczął się uczyć grać na skrzypcach. Miał zawodowego nauczyciela. Opanował także grę na gitarze, harmonijce i fortepianie.
Uczęszczał w Los Angeles do artystycznej szkoły średniej. W 1949, jeszcze w Pasadenie poznał Dewey’ego Terry’ego, który grał na gitarze i fortepianie. W 1955 z kilkoma kolegami założyli wokalną grupę doo wopową The Squires. W 1957 zreorganizowali ją i zaczęli występować jako Don & Dewey. Nagrali dla wytwórni Specialty Records kilka singli z własnymi kompozycjami, ale żaden nie odniósł sukcesu. Natomiast pochodzące z nich utwory cieszyły się powodzeniem w wykonaniu innych artystów: I’m Leaving It Up to You (Dale & Grace), Farmer John (The Premiers i Neil Young, Justine i Big Boy Pete (The Righteous Brothers). W 1967 duet zakończył wspólną działalność. Potem Don występował w zespołach Little Richarda, Johna Lee Hookera i Johnny’ego Otisa, który nadał mu pseudonim „Sugarcane” (później często skracany do formy „Sugar”) ze względu na powodzenie u kobiet.
W 1969 Frank Zappa, chcąc go zaangażować, musiał z pomocą Otisa wydostać go z aresztu po uprzednim zapłaceniu kaucji. Don już we wczesnej młodości uzależnił się od narkotyków. Zappa, który był długoletnim zwolennikiem jego gry, patronował jego karierze i przez długi czas opiekował się nim. „Sugar” nagrał z Zappą siedem albumów, a także okazjonalnie koncertował. Już wówczas grał wyłącznie na skrzypcach elektrycznych.  W 1970 dołączył do zespołu brytyjskiego bluesmana – Johna Mayalla. Przez szereg lat jeździł z nim na trasy koncertowe oraz nagrywał płyty. Był kłopotliwym współpracownikiem. Jedyną rzeczą, która stała mu na drodze i prowadziła do zguby – wspominał Mayall – było uzależnienie od narkotyków. Czasami znikał i nie  było lepszego wyjścia niż to zaakceptować. Nigdy nie miał telefonu i zazwyczaj trzeba było przez kogoś przesyłać mu wiadomość, i wtedy oddzwaniał. Nigdy też nie miał pieniędzy, ale był miłym, spokojnym chłopakiem o wspaniałym poczuciu humoru.
W tym okresie przez krótki czas prowadził swoją grupę Sugarcane Harris Band, by następnie sformować zespół bluesowo-rockowy Pure Food and Drug Act. Nagrał z nim tylko jeden album pt. Choice Cuts. Płyta, zarejestrowana podczas koncertu w Seattle w 1972 nie wzbudziła zainteresowania słuchaczy. Skład zespołu się zmieniał. Jego członkami byli m.in. gitarzysta basowy Larry Taylor oraz gitarzyści Randy Resnick i Harvey Mandel. Kilka lat po wydaniu Choice Cuts grupa, która prawie nie odbywała prób ze względu na nieodpowiedzialność lidera,  zakończyła działalność. W latach 80. grał w eksperymentalnym zespole Tupelo Chain Sex.
W ostatnim okresie życia powrócił do współpracy z Terrym. Koncertowali w reaktywowanym duecie Don & Dawey. Terry w swoim domowym studiu dokonał ich nowych nagrań, które jednak nie zostały wydane.
Przez wiele lat cierpiał na dolegliwości płuc. Do degradacji zdrowia i wcześniejszej śmierci niewątpliwie przyczynił się długotrwały nałóg narkotykowy. Zmarł w swoim domu w Los Angeles. Miał 61 lat. Został pochowany na cmentarzu w Rose Hills Memorial Park w Whittier. Pozostawił po sobie córkę i dwóch synów, z których matką był rozwiedziony.

## Dyskografia

### Jako lider lub współlider
- 1970
  - Don „Sugarcane” Harris – Keep On Driving (MPS Records)
  - Sugarcane (Epic)
- 1971
  - Fiddler On the Rock (MPS)
  - New Violin Summit – Don Sugar Cane Harris–Jean-Luc Ponty–Nipso Brantner–Michal Urbaniak (MPS)
- 1972 Sugar Cane’s Got the Blues (MPS)
- 1973 Cup Full of Dreams (MPS)
- 1974 I’m On Your Case (MPS)
- 1975 Keyzop (MPS)
- 1976 Flashin’ Time (MPS)

Don & Dewey
- 1970 They’re Rockin’ ’Til Midnight, Rollin’ ’Til Dawn! (Specialty Records)

Pure Food and Drug Act
- 1972 Choice Cuts (Epic)

### Jakosideman
Z Johnem Lee Hookerem
- 1962 Folk Blues (Crown Records)
- 1973 Born in Mississippi, Raised Up in Tennessee (ABC)
- 1974 Free Beer and Chicken (ABC)

Z Harvim Mandelem
- 1972 The Snake (Janus Records)
- 1973 Shangrenade (Bellaphon)

Z Johnem Mayallem
- 1970 USA Union (Polydor)
- 1971 Back To The Roots (Polydor)
- 1973 Ten Years Are Gone (Polydor)
- 1975
  - Notice to Appear (ABC)
  - New Year, New Band, New Company (ABC Blue Thumb)
- 1976 Banquet in Blues (ABC)
- 1988 John Mayall – Archives to Eighties – Featuring Eric Clapton & Mick Taylor (Polydor) – kompilacja
- 1994 John Mayall & The Bluesbreakers – Cross Country Blues (One Way Records) – kompilacja
- 1999 Rock the Blues Tonight (Indigo Delux)

Z Johnnym Otisem
- 1968 Cold Shot (Kent Records)
- 1970 The Johnny Otis Show – Cuttin' Up (Epic)

Z Little Richardem
- 1964 Little Richard Is Back (Vee Jay Records)
- 1971 Well Alright! (Specialty Records)

Z Tupelo Chain Sex
- 1983 Ja-Jazz (Selma Record Company)
- 1984 Spot the Difference (Selma Record Company)

Z Frankiem Zappą
- 1969 Hot Rats (Reprise)
- 1970
  - Burnt Weeny Sandwich (Reprise)
  - The Mothers of Invention – Weasels Ripped My Flesh (Reprise)
  - Chunga’s Revenge (Reprise)
- 1974 Apostrophe (') (DiscReet)
- 1996 The Lost Episodes (Rykodisc)
- 2023 Funky Nothingness (Zappa Records)

Zestawienie wg dat wydania płyt